# Світоліна Еліна Михайлівна
Елі́на Миха́йлівна Монфіс (ур. Світо́ліна), змагається як Еліна Світоліна (нар. 12 вересня 1994, Одеса) — українська тенісистка, третя ракетка світу в рейтингу WTA у 2017, 2018 і 2019 роках в одиночному розряді, бронзова призерка Літніх Олімпійських ігор 2020 в Токіо (2021), чемпіонка підсумкового турніру WTA Finals 2018 року. Виграла 18 турнірів WTA в одиночному розряді та два — в парному. Тричі діставалася півфіналів на турнірах Великого шлему (2019, 2023) і дев'ять разів — чвертьфіналів (2015, 2017, 2018, 2019, 2020, 2021, 2023, 2024, 2025).
Станом на середину сезону 2023 року 37 разів вигравала в тенісисток, що перебували у топ-10 рейтингу WTA на момент гри, зокрема 7 разів у поточних перших ракеток, а також загалом 46 разів перемагала 12 тенісисток, що колись займали позицію першої ракетки світу. Обігрувала таких чемпіонок, як Анджелік Кербер (9 разів), Гарбінє Мугуруса (7 разів), Сімона Халеп (6 разів), Ешлі Барті (5 разів), Вінус Вільямс (4 рази), Каролін Возняцкі (4 рази), Кароліна Плішкова (4 рази), Петра Квітова (4 рази), Наомі Осака (тричі), Серена Вільямс, Іга Свьонтек, Ана Іванович, Вікторія Азаренко тощо.
З Літніх Олімпійських ігор 2016 року до листопада 2019 року Еліна Світоліна вигравала всі матчі, в яких зустрічалася з поточними першими ракетками світу на момент гри, шість разів поспіль, обігравши Серену Вільямс, Анджелік Кербер (тричі) і Симону Халеп (двічі).
Найуспішніша спортсменка в історії українського тенісу, встановила багато національних рекордів як серед жінок, так і серед тенісистів обох статей загалом, зокрема здобула єдину для України олімпійську медаль із будь-якої тенісної дисципліни, зайняла найвищу серед українських тенісистів третю позицію у світовому рейтингу, єдина перемагала в підсумковому чемпіонаті року, до січня 2024 єдина серед жінок досягала півфіналів турнірів Великого шлему в одиночному розряді тощо.

## Життєпис
Народилася 12 вересня 1994 року в Одесі в сім'ї спортсменів Олени та Михайла Світоліних. Батько займався боротьбою, а мати — майстер із веслування. Старший брат Юліан (1985 р. н.) займався тенісом з 9-ти років, Еліна почала в чотири. На одному з турнірів виступ 12-річної Еліни побачив бізнесмен Юрій Сапронов із Харкова, який став її спонсором і, зокрема, оплачував тренування. У 2007 році родина переїхала з Одеси до Харкова.
Формально резиденцією Світоліної є Харків, хоча вона тренується й живе за кордоном. В Одесі та Харкові Еліна буває один-два рази на рік. Станом на грудень 2017 року мала житло в Лондоні та Монако.
За словами Світоліної, з дитинства, відколи вона почала показувати результати, їй надходили пропозиції грати за інші країни, зокрема Ізраїль, Велику Британію, Австралію, Казахстан, проте вона наголошує, що пишається тим, що грає за Україну.
З 2016 року Еліна мала стосунки з британським гравцем у крикет Рісом Топлі, в лютому 2018 року вони розійшлися.
З січня 2019 року зустрічалася з французьким тенісистом Гаелем Монфісом, з яким одружилася 16 липня 2021 року.. 15 жовтня 2022 року народила доньку Скай Монфіс.
Цікавиться футболом, часто відвідує футбольні матчі, вболіває за збірну України та за «Челсі», поблизу стадіону якого жила у Вімблдоні в Лондоні, також захоплюється Кріштіану Роналду.

## Кар'єра

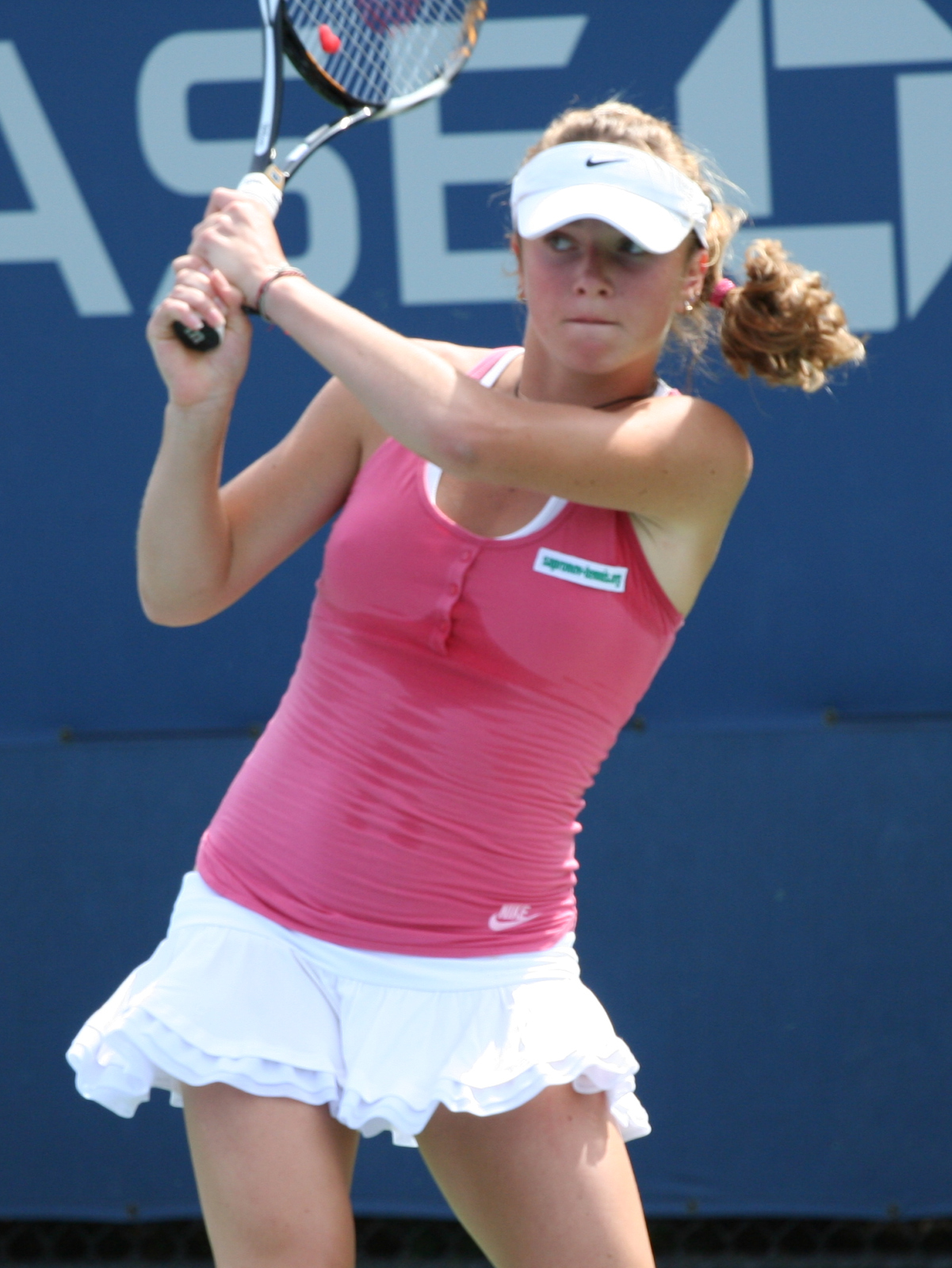
На US Open 2009

### 2009: Участь на Відкритому чемпіонаті США серед юніорок
Першим помітним виступом тенісистки, у 14 років, стала участь у юніорській частині Відкритого чемпіонату США, де вона, однак, програла в першому колі Тімеа Бабош.

### 2010: перемога на Ролан Гаррос серед юніорок
На юніорській частині Відкритого чемпіонату Франції перемогла в одиночному розряді у віці 15 років, обігравши у фіналі Унс Джабір.
У парному розряді разом з Іриною Хромачовою пройшла до юніорського фіналу на Вімблдоні, де програла Тімеї Бабош і Слоун Стівенс.
Цього ж року розпочала професійну кар'єру в дорослих турнірах, зокрема пройшла до чвертьфіналу турніру ITF у Харкові.
На кінець року в рейтингу WTA займала 498-му позицію в одиночному розряді та 443-тю — у парному розряді.

### 2011: перші титули ITF
На турнірі ITF у Бельгії Еліна Світоліна в парі з Мариною Заневською дійшла до фіналу, перед тим синхронно поступившись у чвертьфіналі одиночних змагань. У першому колі кваліфікації Відкритого чемпіонату Франції 2011 Еліна програла першій сіяній росіянці Анастасії Пивоваровій.
У червні на турнірі ITF у Чехії Світоліна дісталася півфіналів одиночного та парного розрядів, поступившись господарці турніру Кароліні Плішковій, а в парі з Веронікою Капшай — сестрам Людмилі та Надії Кіченок. Перший дорослий титул ITF Еліна Світоліна здобула в серпні на хардовому турнірі в Стамбулі (Туреччина), перемігши у фіналі Аню Пріслан зі Словенії (6:2, 6:7(5), 6:0); другий — у жовтні на турнірі в Лагосі (Нігерія), де у фіналі не встояла хорватка Донна Векич (6:4, 6:3).
У передостанній день року Еліна поступилася господарці 50-тисячника в Тюмені Юлії Путінцевій і, піднявшись на 30 позицій, посіла 202-ге місце в рейтингу WTA.

### 2012: вперше участь у турнірах Великого шлема, перша ракетка України

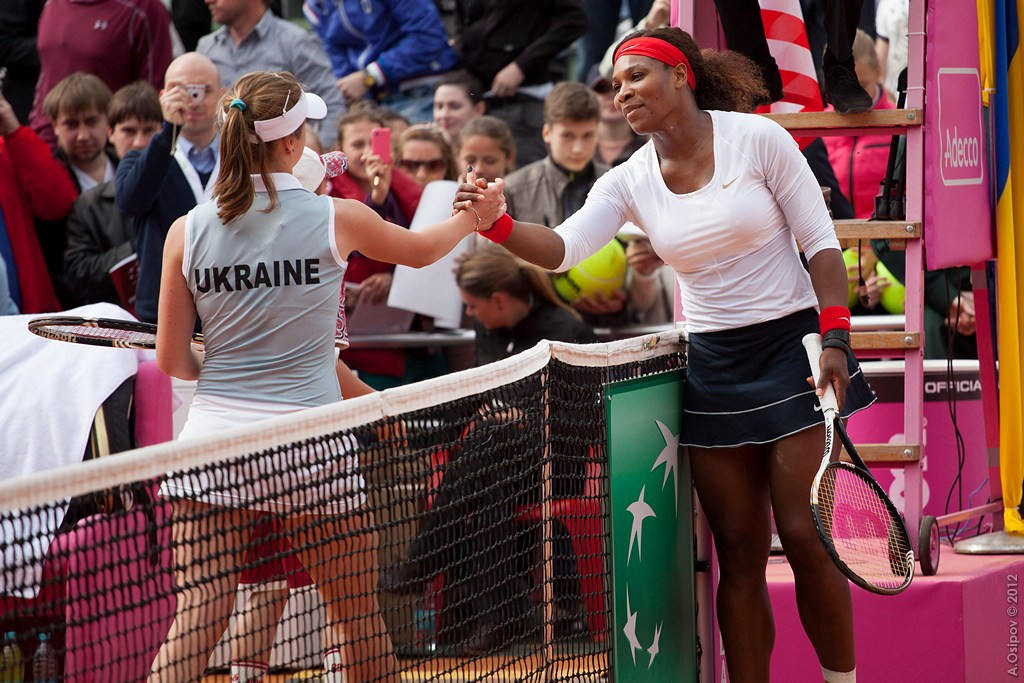
Еліна з Сереною Вільямс у Харкові, 2012

У березні Еліна перемогла на турнірі ITF в Тунісі. У квітні зіграла перші матчі за збірну України у відбірковому раунді Кубка Федерації. У двобої проти команди США Світоліна зіграла два одиночні матчі, зокрема проти знаменитої Серени Вільямс, однак поступилася в обох зустрічах.
Еліна Світоліна не зуміла того року пробитися через кваліфікацію основної сітки Ролан Гарросу та Вімблдону, поступившись на ранніх стадіях в обох випадках Гарбінє Мугурусі. Натомість на Вімблдонському турнірі 2012 року Еліна добралася до фіналу юніорських змагань, поступившись там Ежені Бушар із Канади.
Світоліна пройшла через кваліфікаційний турнір в основну сітку Відкритого чемпіонату США й, отже, вперше взяла участь у дорослій частині турніру Великого шлема, проте програла в першому колі Ані Іванович (3:6, 2:6).
Восени Еліні підкорився 50-тисячний турнір ITF в грузинському Телаві. У фіналі, в українському дербі, харків'янка, посіяна під другим номером, впевнено переграла киянку Лесю Цуренко, перший номер турніру (6:1, 6:2). І на завершення сезону Світоліній вдалося здобути перший титул WTA 125K — на турнірі в індійському Пуне 18-річна українка перемогла у фіналі 42-річну японку Кіміко Дате-Крумм (6:2, 6:3). Заробивши 20 тис. доларів призових та 160 рейтингових очок, Еліна піднялася після цього турніру на 114-й щабель світового жіночого рейтингу, а вже в грудні вперше стала найкращою тенісисткою України в жіночому рейтингу.
З 2012 року Світоліна тренувалася в академії Шарля Оффрея та Режі Лаверньє в Ніцці з індивідуальним тренером Себастьєном Матьє.

### 2013: перший титул WTA, топ-50 рейтингу WTA

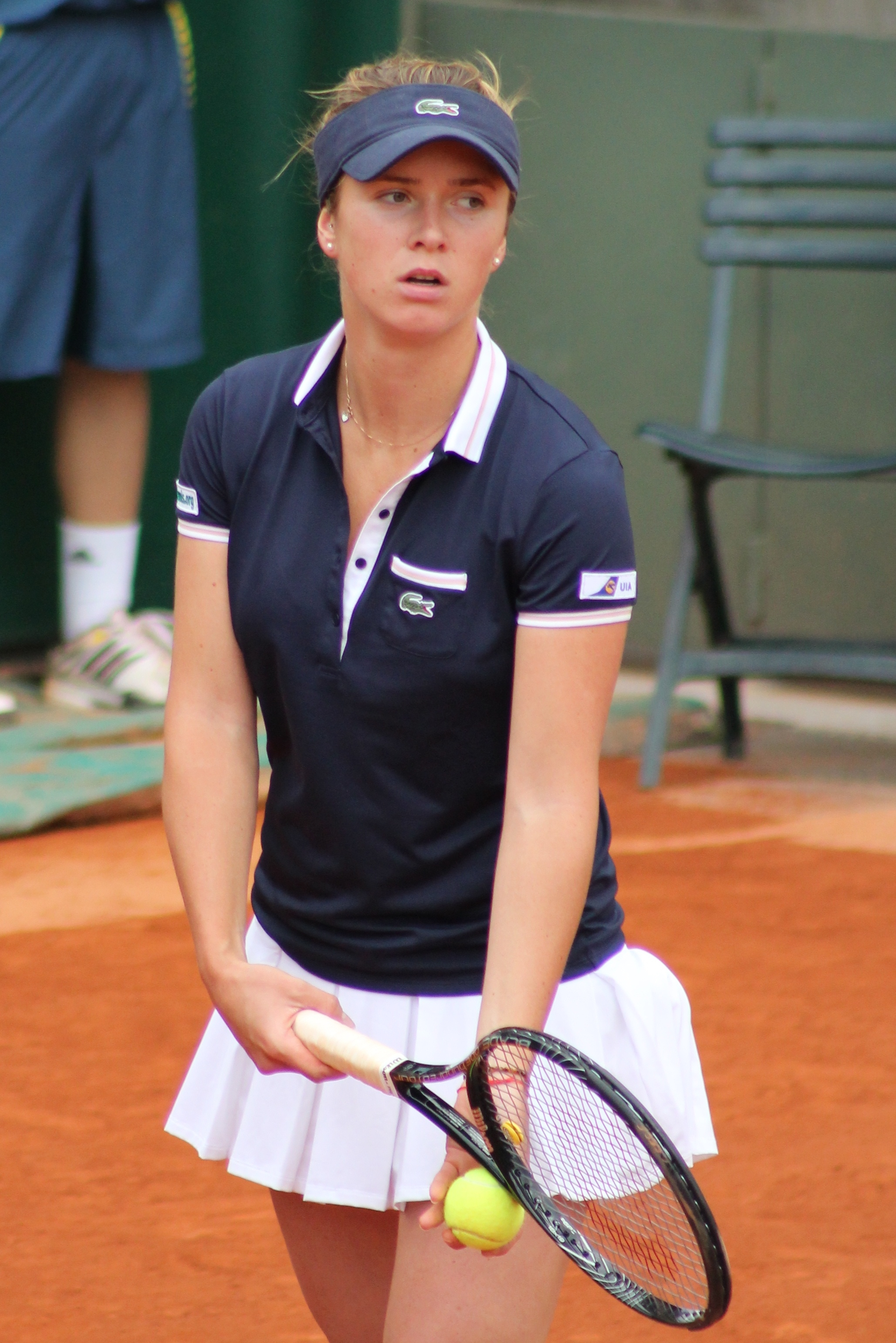
На Ролан Гаррос 2013

Завдяки торішнім успіхам Відкритий чемпіонат Австралії Еліна вперше розпочала з основної сітки, проте поступилася в першому колі 5-й ракетці світу й турніру Анджелік Кербер (2:6, 4:6). На початку лютого Світоліна зробила переможний дубль на 75-тисячнику ITF в Ейлаті: спочатку в одиночному фіналі, подолавши росіянку Марту Сироткіну (6:3, 3:6, 7:5), потім у парі з її землячкою Аллою Кудрявцевою — італійсько-білоруський дует Дентоні/Саснович (6:1, 6:3).
На Відкритому чемпіонаті Франції вона дісталася другого кола, де програла Варварі Лепченко (6:7(5), 1:6). На Вімблдонському турнірі 2013 Світоліна поступилася майбутній чемпіонці Маріон Бартолі (3:6, 5:7).
Свій перший титул у серії WTA International Еліна здобула на Baku Cup 2013, здолавши у фіналі Шахар Пеєр (6:4, 6:4). За перемогу вона отримала 40 000 доларів призових та звання першої ракетки України, посівши в міжнародному рейтингу 49-те місце.
На початку серпня виграла турнір Міжнародної тенісної федерації Viccourt Cup у Донецьку на відкритих кортах (хард) з призовим фондом 75 тисяч доларів. У напруженому фіналі Світоліна перемогла угорку Тімеа Бабош (3:6, 6:2, 7:6(9)).
На Відкритому чемпіонаті США Еліна перемогла в першому колі 17-ту сіяну Домініку Цібулкову (6:4, 6:3), однак несподівано поступилася в другому Крістіні Макгейл (4:6, 6:3, 5:7), яка займала на той час 114-ту позицію в рейтингу WTA (Світоліна — 44-ту).

### 2014: другий титул WTA
На Відкритому чемпіонаті Австралії Еліна добралася до 3-го кола, перемігши росіянку Світлану Кузнєцову (6:3, 6:3), австралійку Олівію Роговську (6:4, 7:5) і програвши 13-й ракетці світу американці Слоун Стівенс (5:7, 4:6).
У березні, на турнірі WTA Premier у Маямі Світоліна вийшла до четвертого кола і там дала бій 3-й ракетці світу Агнешці Радванській (6:7, 7:5, 2:6), після чого, посівши 35-те місце у жіночому рейтингу, стала найкращою тенісисткою у віці до 20 років. На турнірі WTA в Нюрнберзі, що проходив з 18 по 24 травня, дійшла до півфіналу, де програла Кароліні Плішковій (2:6, 6:1, 6:2).
На Відкритому чемпіонаті Франції Еліна Світоліна, після відмови у першому сеті стартового матчу хорватки Петри Мартич, вийшла до другого кола де, в черговий раз, поступилася Ані Іванович (5:7, 2:6). На Вімблдонському турнірі їй довелося зачохлити ракетку вже після першого кола, після поразки від майбутньої напарниці Дой Місакі (4:6, 1:6).
У липні Світоліна здобула свою першу перемогу на турнірі WTA в парному розряді, вигравши разом із Дой Місакі з Японії Istanbul Cup. Вона зуміла захистити свій титул Baku Cup після перемоги у фіналі над Бояною Йовановські.
Відкритий чемпіонат США, як і попередній мейджор, закінчився в першому колі поразкою від словенки Полони Герцог (2:6, 6:7). Після чого, на наступних двох турнірах, Еліна показала свій високий потенціал, — у Токіо, щоправда, поступившись у другому колі першій сіяній Анджелік Кербер, віддячивши німкені у чвертьфіналі Вуханя, і лише у півфіналі її змогла зупинити 3-тя ракетка світу Петра Квітова (3:6, 5:7).
До кінця року Еліна Світоліна зуміла ще раз дійти до півфіналу турніру WTA International у Осаці, де поступилася Саманті Стосур і завершила сезон на високому 28-му місці у світовому жіночому рейтингу.

### 2015: перший чвертьфінал у турнірах Великого шлема, третій титул WTA і топ-20 рейтингу WTA

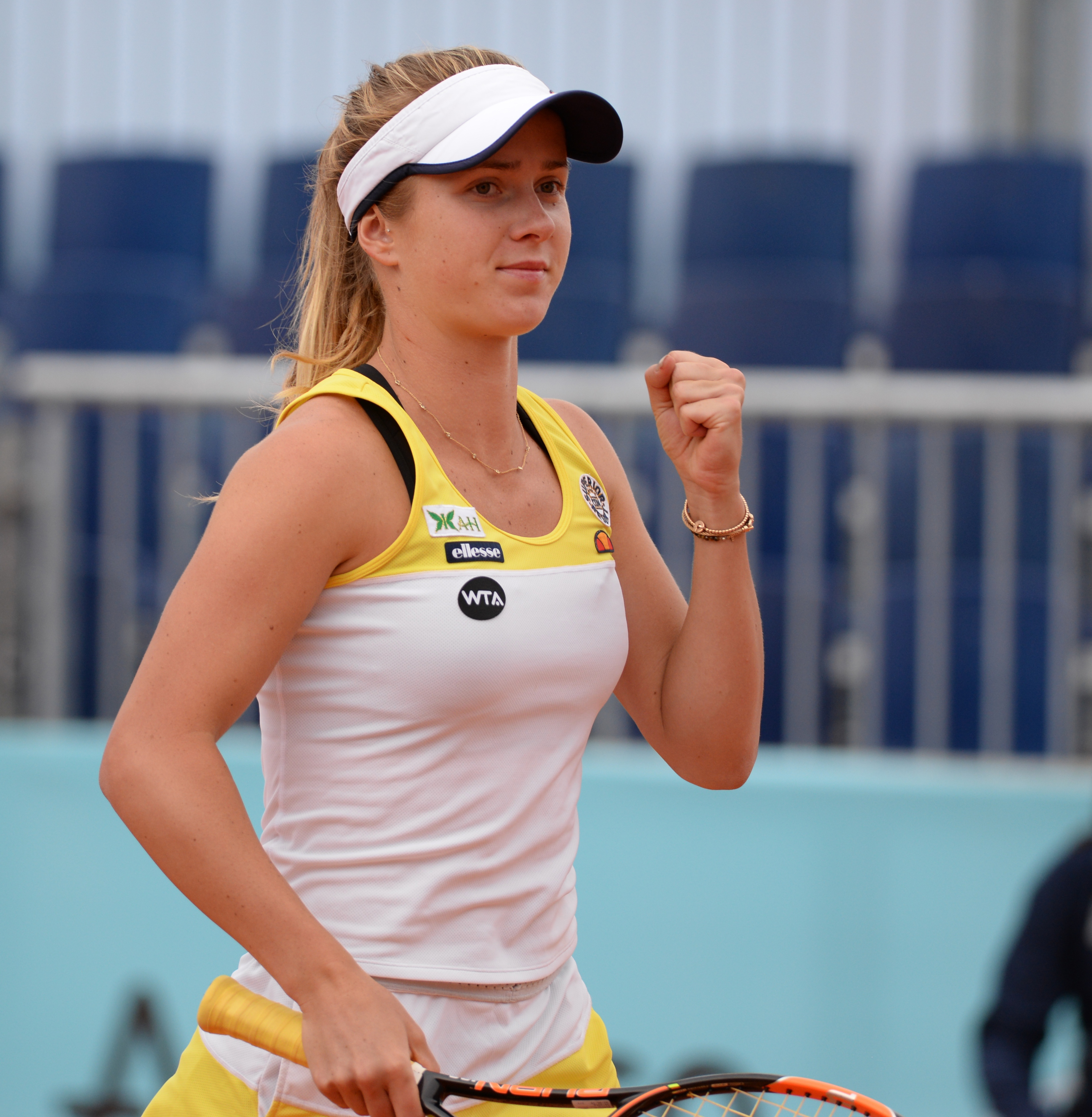
На Mutua Madrid Open 2015

Новий сезон розпочався з виходу в півфінал Brisbane International, де неподоланим бар'єром стала друга ракетка світу Марія Шарапова (1:6, 3:6). А вже в третьому колі Відкритого чемпіонату Австралії, після перемог над казашкою Юлією Путінцевою (6:3, 7:6) та американкою Ніколь Гіббс (7:6, 7:6), Еліні довелося зустрітися з найкращою тенісисткою тогочасного жіночого рейтингу, Сереною Вільямс. Українці вдалося навіть взяти перший сет — 6:4, але в наступних двох Серена не залишила опонентці жодних шансів на успіх — 2:6, 0:6, і дуже високо оцінила майбутні перспективи своєї молодої суперниці. Гарний початок сезону дав Еліні змогу закріпитися в третьому десятку тенісисток світу — на 26-му рядку.
У квітні-травні Світоліна, вперше в кар'єрі сіяна під першим номером на турнірі WTA International, дісталася півфіналу Claro Open Colsanitas у колумбійській Боготі, а на наступних змаганнях здобула свою третю перемогу в турнірах жіночої тенісної асоціації, цього разу на Гран-прі принцеси Лалли Мер'єм у Марокко, здолавши у фіналі угорку Тімеа Бабош (7:5, 7:6). Цей успіх дав їй змогу уперше потрапити в чільну двадцятку рейтингу WTA та стати найкращою молодою тенісисткою місяця.
Еліна доволі успішно виступила на Відкритому чемпіонаті Франції, вперше діставшись чвертьфіналу турніру Великого шлема. На попередніх стадіях не встояли: бельгійка Яніна Вікмаєр (6:2, 6:2), казашка Юлія Путінцева (1:6, 7:5, 9:7), німкеня Анніка Бек (6:3, 2:6, 6:4) та француженка Алізе Корне (6:2, 7:6(9:7)). Натомість, традиційно незручна суперниця, сьома ракетка світу і турніру сербка Ана Іванович не дала жодних приводів для сумніву у своїй перевазі — Світоліна без бою поступилася у двох сетах (3:6, 2:6). Результатом успіху на Ролану Гарросі стали 430 рейтингових очок і новий рекорд України — 17-та сходинка у світовому рейтингу WTA. Трав'яна частина сезону виявилася не такою вдалою — вперше бувши сіяною в основній сітці, у другому колі Вімблдону 2015, Еліна поступилася австралійці Кейсі Делакуа, більш відомій успіхами в парних змаганнях.
Перед останнім у сезоні мейджором Світоліна дісталася півфіналів на двох хардових турнірах у США: на Bank of the West Classic у Стенфорді її зупинила майбутня переможниця Анджелік Кербер (3:6, 1:6), а на Western & Southern Open у Цинциннаті вдруге в сезоні Еліну проекзаменувала Серена Вільямс (4:6, 3:6), яка потому теж взяла титул. На самому ж US Open 2015 українка, здолавши послідовно росіянку Єлизавету Куличкову (6:1, 6:4) та естонку Каю Канепі (6:3, 6:4) вийшла аж до третього раунду де поступилася Катерині Макаровій (Росія, 13) — 3:6, 5:7.
Останнім вдалим виступом сезону став WTA Elite Trophy у китайському Чжухаї, — Еліна пробилася до півфіналу, де поступилася третій сіяній Кароліні Плішковій (3:6, 1:6). Сезон Світоліна завершила на 19-му рядку світового табеля про ранги, заробивши більше мільйона призових.

### 2016: четвертий титул WTA, чвертьфінал Олімпійських ігор

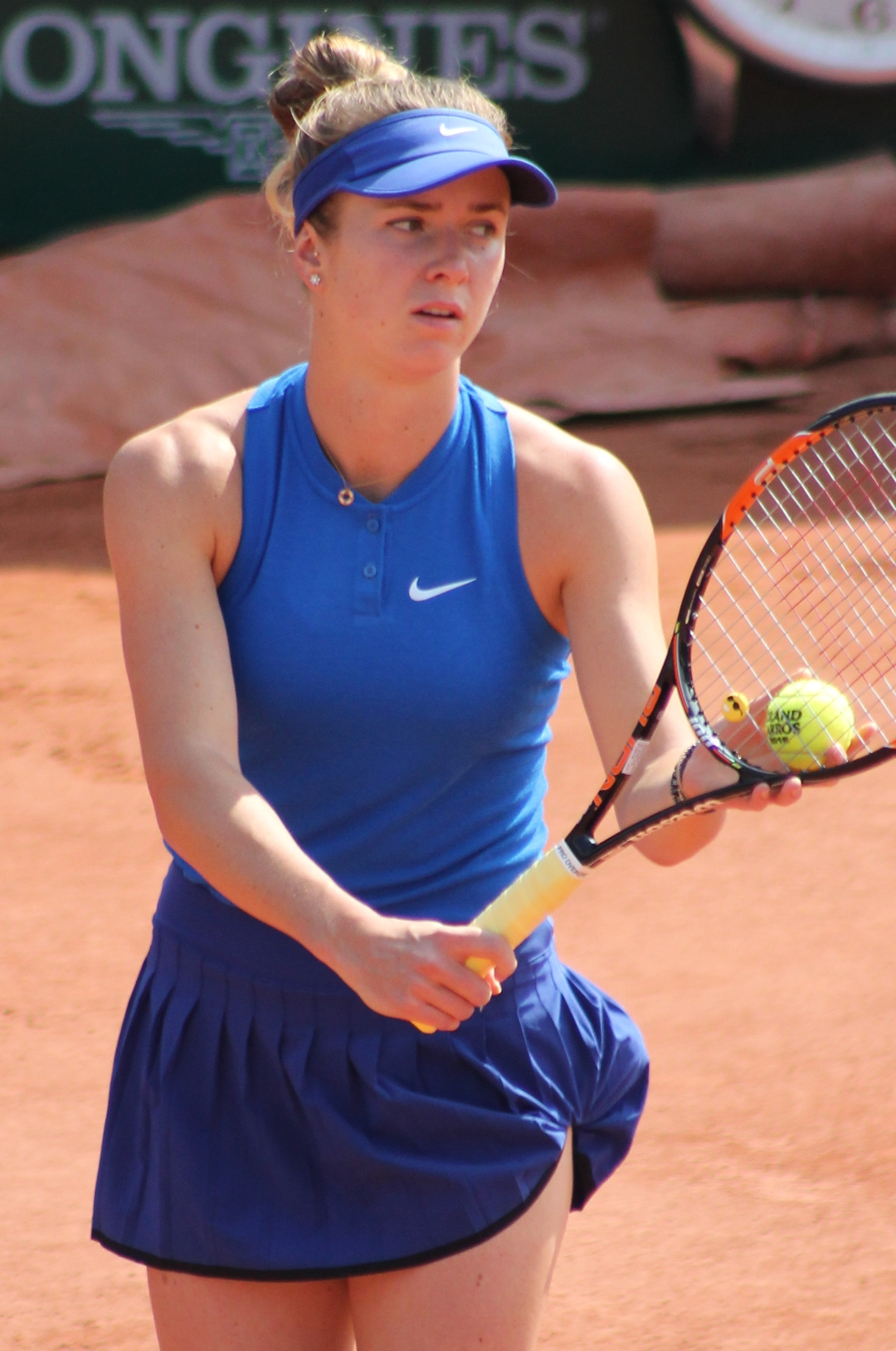
На Ролан Гаррос 2016

Світоліна розпочала рік, представляючи Україну в Кубку Гопмана разом з Олександром Долгополовим. Українська пара добралася до фіналу, де поступилася австралійцям.
На Sydney International Еліна програла в першому колі Анджелік Кербер. На Відкритому чемпіонаті Австралії вона добралася до другого кола. Після цього до тренерського штабу Еліни долучилася Жустін Енен. Світоліна пробилася до півфіналу турніру в Дубаї, де програла Сарі Еррані. На турнірі в Досі Еліна вибула в першому колі.
6 березня Еліна Світоліна виграла турнір BMW Malaysian Open, який проходив у Куала-Лумпурі. Завдяки перемозі вона піднялася на 14-те місце в рейтингу WTA. Матч тривав упродовж практично всього дня — через негоду його чотири рази доводилося переривати, особливо довгою виявилася пауза в середині вирішальної партії. Це четвертий титул серії WTA для 21-річної українки.
На Відкритому чемпіонаті Франції Еліна дісталася до четвертого кола, де поступилася у двох сетах Серені Вільямс. У третьому колі вона переграла Ану Іванович, якій програвала до цього сім разів. На Вімблдоні 2016 Еліна програла в другому колі Ярославі Шведовій.
9 серпня в третьому раунді турніру Олімпійських ігор у Ріо-де-Жанейро Світоліна перемогла першу ракетку світу Серену Вільямс у двох сетах (6:4, 6:3) та вийшла у чвертьфінал, у якому програла Петрі Квітовій за 48 хвилин (2:6, 0:6).
6 жовтня 2016 року обіграла вже іншу першу ракетку світу — Анджелік Кербер.
На Connecticut Open Еліна вперше потрапила до фіналу турніру прем'єрного рівня, хоча на шляху до фіналу перемагала тільки тенісисток із нижчим від себе рейтингом. У вирішальній грі вона поступилася першій сіяній Агнешці Радванській.
Рік Світоліна завершила на WTA Elite Trophy, де добралася до фіналу, але поступилася у вирішальному матчі Петрі Квітовій На кінець року вона зупинилася на 14 сходинці світового рейтингу.

### 2017: три поспіль перемоги в турнірах Premier 5, третя ракетка світу

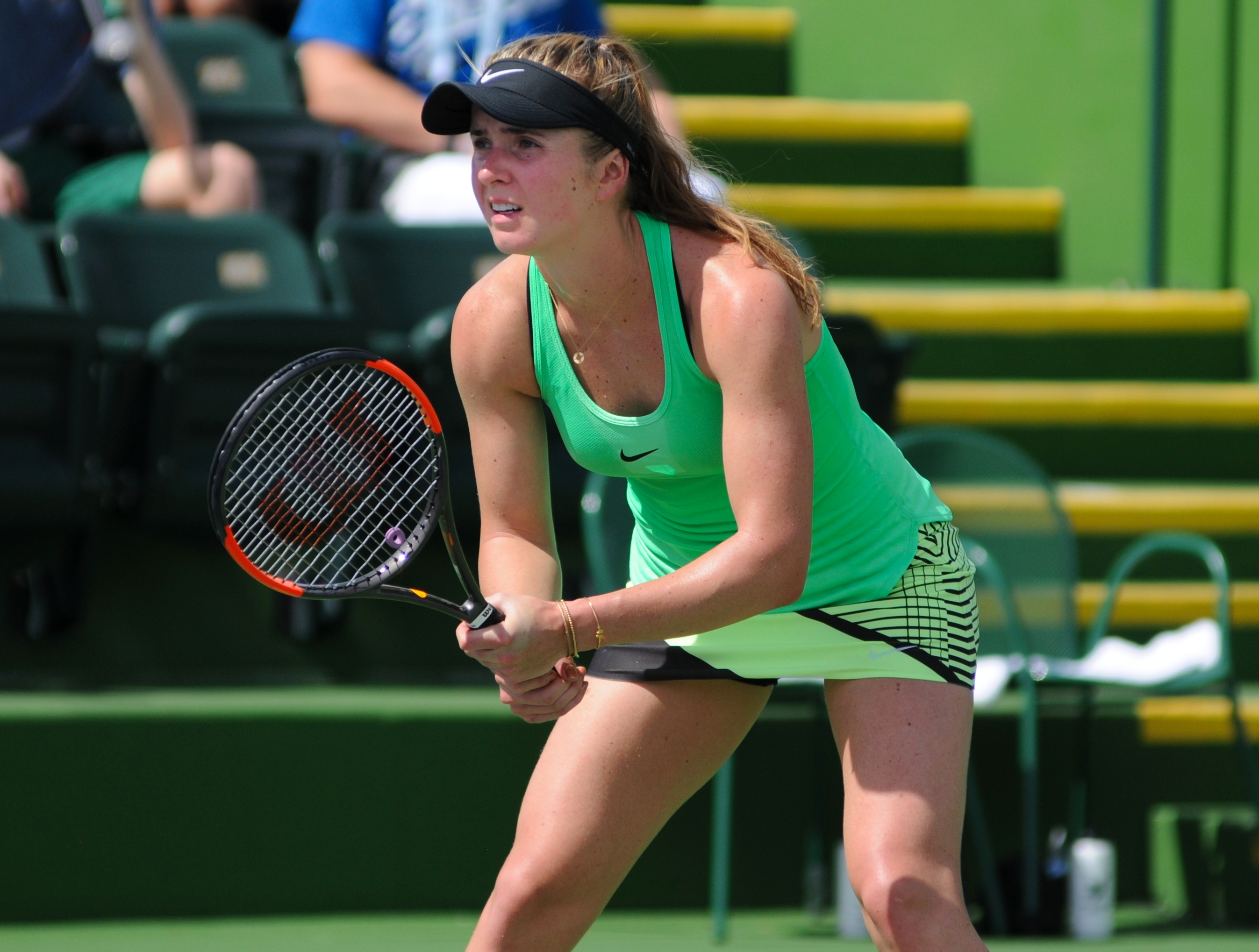
На Indian Wells Open 2017

На початку січня Еліна дійшла до півфіналу турніру WTA Premier в австралійському Брисбені, під час якого обіграла олімпійську чемпіонку Моніку Пуїг із Пуерто-Рико, а також у чергове першу ракетку світу Анджелік Кербер.
Еліна Світоліна не брала участі в турнірі в Сіднеї, через те, що підхопила вірус і змушена була знятися з боротьби. На Australian Open Світоліна виграла в Галини Войскобоєвої та Джулії Босерап, але в третьому колі програла Анастасії Павлюченковій.
На початку лютого Еліна виграла WTA Taiwan Open. Це вже п'ятий одиночний титул WTA у професійній кар'єрі Світоліної.
Шостий титул WTA Світоліна здобула на турнірі з чільних п'яти прем'єрного рівня — Dubai Tennis Championships. Ця перемога дала їй змогу вперше піднятися до першої десятки світового рейтингу.
На Кубку Федерації в Німеччині Еліна Світоліна вшосте за кар'єру обіграла Анджелік Кербер, зокрема вчетверте підряд і втретє, коли та обіймала першу позицію в рейтингу WTA на момент гри. Проте в загальному заліку збірна України поступилася збірній Німеччини на цьому турнірі.
Сьомий титул WTA Світоліна здобула на турнірі Istanbul Cup. Восьмий — на Italian Open, ще одному турнірі з чільних п'яти прем'єрного рівня, де Еліна обіграла підряд трьох тенісисток із топ-10 світового рейтингу (а згодом цього ж року топ-3 у повному складі): Кароліну Плішкову, Гарбінє Мугурусу й Сімону Халеп.
Перед стартом «Ролан Гарросу» Еліна закінчила співпрацю з Габріелем Урпі.
На Відкритому чемпіонаті Франції Еліна Світоліна (п'ятий номер посіву) вдруге в кар'єрі пробилася до чвертьфіналу, де поступилася Сімоні Халеп (перша сіяна) у трьох сетах (6:3, 6:7, 0:6), причому в другому сеті українка вела 6:3, 5:1 і мала матч-пойнт, проте Халеп змогла сенсаційно відігратися. Після цього результату Світоліна піднялася на п'яту сходинку світового рейтингу.

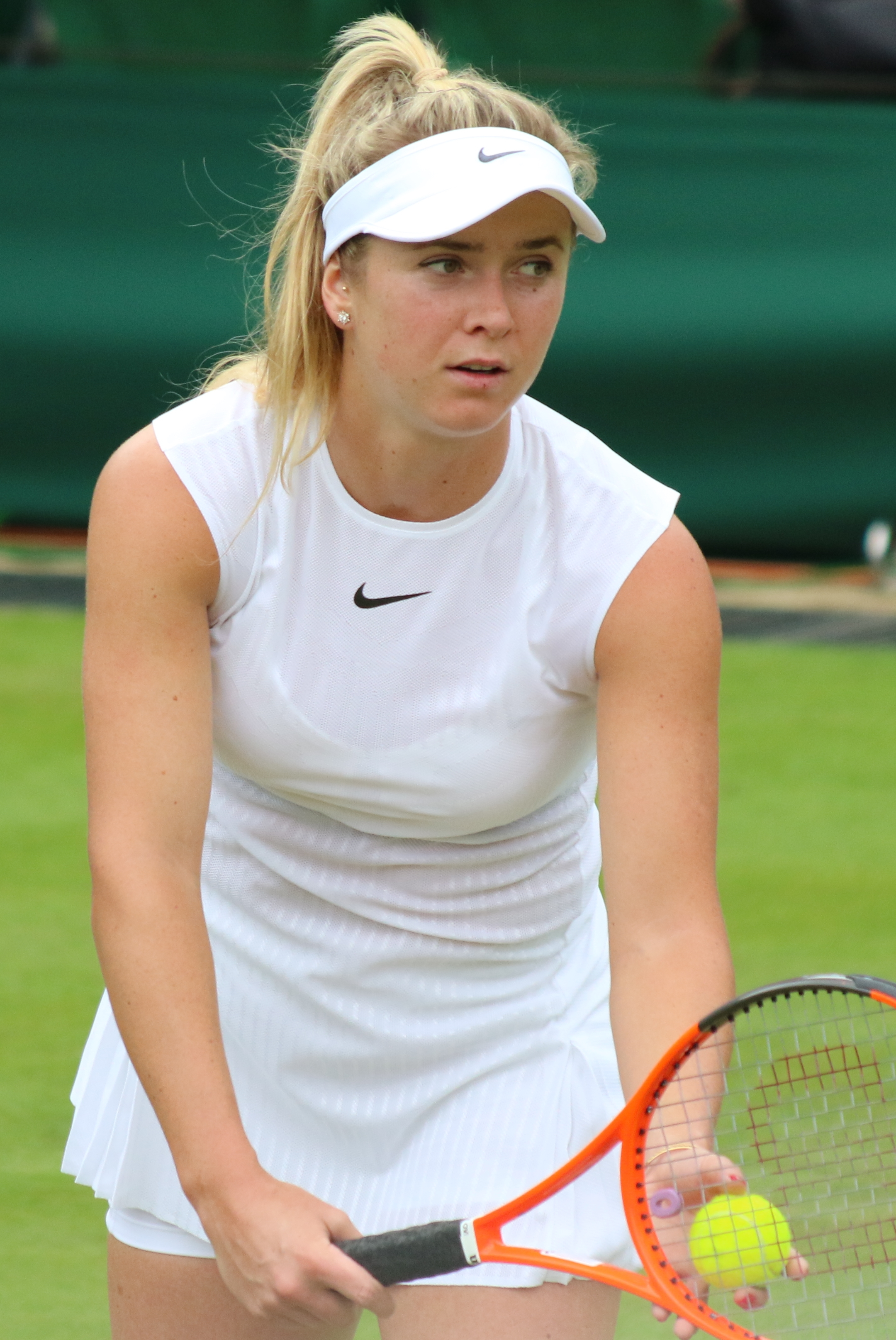
На Вімблдоні 2017

На Вімблдонському турнірі Світоліна добралася до четвертого кола, далі, ніж будь-яка українська тенісистка в історії. На своєму шляху вона здолала австралійку Ешлі Барті, італійку Франческу Ск'явоне та німкеню Каріну Віттгефт. У четвертому колі Еліна поступилася Олені Остапенко з Латвії.
Свій дев'ятий титул WTA Світоліна здобула на Rogers Cup в канадському Торонто. Вона послідовно перемогла Дарію Касаткіну, Вінус Вільямс, Гарбінє Мугурусу, Сімону Халеп та Каролін Возняцкі, останні чотири з яких, на той момент, входили до найкращих 10 рейтингу WTA. Це третій поспіль виграш Еліни на турнірі цієї категорії, що стало абсолютним рекордом на турнірах серії Premier 5 (Dubai Tennis Championships, Italian Open і Canadian Open, усі 2017 року) — до цього жодна тенісистка не вигравала три такі титули одного сезону навіть у довільній послідовності.
Зокрема, в ході цих трьох турнірів Еліна Світоліна обіграла майже всіх тенісисток, що протягом 2017 року очолювали верхівку рейтингу WTA: Сімону Халеп (двічі), Гарбінє Мугурусу (двічі), Каролін Возняцкі (двічі), Кароліну Плішкову, Анджелік Кербер й Вінус Вільямс.
На Відкритому чемпіонаті США Світоліна добралася до четвертого кола, де поступилася в трьох сетах Медісон Кіз, і втратила нагоду поборотися за звання першої ракетки світу. Попри це після турніру вона піднялася на один щабель у світовому рейтингу до третього місця.
25 вересня офіційно кваліфікувалась на підсумковий Чемпіонат WTA у Сингапурі. Еліна Світоліна вперше в кар'єрі та в усій історії українського жіночого тенісу потрапила до вісімки найсильніших тенісисток за підсумками сезону.
На China Open у жовтні Еліна Світоліна знову мала шанси зайняти першу сходинку рейтингу WTA, в разі здобуття титулу, проте програла у чвертьфіналі у запеклій боротьбі Каролін Гарсії (7:6(7:5), 5:7, 6:7(6:8), матч тривав 3 години 21 хвилину), що згодом виграла цей турнір обігравши у фіналі Сімону Халеп, яка, своєю чергою, стала першою ракеткою світу після цього змагання.
На підсумковому турнірі сезону Чемпіонаті WTA в Сінгапурі, Світоліна здобула свою чергову перемогу над першою ракеткою світу (цього разу над Сімоною Халеп), але програла два інші матчі й припинила боротьбу на етапі колового турніру, закінчивши рік на шостій позиції рейтингу WTA.

### 2018: чемпіонка WTA
Сезон 2018 року Світоліна розпочала вигравши турнір Brisbane International (Брисбен, Австралія). У чвертьфіналі та півфіналі цього змагання Еліна обіграла двох суперниць із найкращих 10 рейтингу WTA — Джоанну Конту (1:6, 7:6(8:6), 3:2ret) і Кароліну Плішкову (7:5, 7:5), а у фіналі легко здолала білоруску Олександру Саснович (6:2, 6:1). Ця перемога стала її 10-м титулом WTA.
На Відкритому чемпіонаті Австралії пройшла до чвертьфіналу, де поступилася Елісе Мертенс (4:6, 0:6). Після цього результату Світоліна знову посіла третє місце рейтингу WTA.
У лютому захистила титул, вдруге поспіль вигравши Dubai Tennis Championships (Дубай, ОАЕ), хоча цього року змагання мало на одну ланку нижчий рівень ніж попереднього (Premier, а не Premier 5). У півфіналі вп'яте поспіль обіграла колишню першу і нинішню дев'яту ракетку світу Анджелік Кербер (6:3, 6:3). У фінальному матчі легко здолала росіянку Дарію Касаткіну (6:4, 6:0).
5 березня виграла швидкий неофіційний турнір Tie Break Tens у форматі тайбрейку до 10 очок, розгромивши усіх суперниць — Вінус Вільямс (10:3), Коко Вандевей (10:0) і Чжан Шуай у фіналі (10:3), яка перед цим у півфіналі обіграла Серену Вільямс. Призові Еліни за перемогу на цьому змаганні складали 250 000 доларів США.
У травні захистила титул вдруге поспіль вигравши Italian Open, у фіналі обіграла першу ракетку світу Сімону Халеп (6:0, 6:4). Це шостий поспіль виграш у першої ракетки світу (Вільямс, тричі Кербер, двічі Халеп). Співвідношення виграшів-програшів у фіналах стало 12:2. На Відкритому чемпіонаті Франції 2018 Світоліна перемогла Айлу Том'янович та Вікторію Кужмову, але в третьому колі поступилася Міхаелі Бузернеску (3:6, 5:7). Уже в Римі було помітно, що вона сильно схудла.
Трав'яну частину сезону Світоліна почала з чвертьфіналу турніру в Бірмінгемі, де знову програла Бузернеску (3:6, 2:6). На Вімблдоні Еліна несподівано програла вже в першому колі Тетьяні Марії (6:7(3:7), 6:4, 1:6).
В американській хардовій частині сезону вона мала помірковані успіхи. На Rogers Cup у Монреалі не зуміла захистити титул, але пробилася до півфіналу, на Western & Southern Open у Цинциннаті програла у чвертьфіналі майбутній чемпіонці Кікі Бертенс (4:6, 3:6). На Відкритому чемпіонаті США Еліна Світоліна добралася до четвертого кола, де програла Анастасії Севастовій (3:6, 6:1, 0:6).
Восени відносно невдало виступила на турнірах у Китаї та кваліфікувалася на підсумковий турнір року лише за кілька днів до його початку за результатами інших тенісисток.
У кінці сезону виграла підсумковий Чемпіонат WTA 2018 року у Сингапурі з загальним призовим фондом 7 мільйонів доларів, здобувши найбільший титул у своїй кар'єрі. Розпочала турнір перемогою над 5-ю ракеткою світу Петрою Квітовою (6:3, 6:3), якій програвала до цього 7 разів поспіль. Також на груповому етапі виграла у восьмої ракетки Кароліни Плішкової (6:3, 2:6, 6:3) та у минулорічної чемпіонки цього змагання, третьої ракетки світу Каролін Возняцкі (5:7, 7:5, 6:3). У півфіналі обіграла Кікі Бертенс (7:5, 6:7(5:7), 6:4) і вийшла у фінал, де здобула перемогу над шостою ракеткою світу Слоун Стівенс (3:6, 6:2, 6:2). Еліна Світоліна першою з українок виграла Чемпіонат WTA, що є п'ятим за престижністю турніром після турнірів Великого шолома. Завдяки цій перемозі Світоліна завершила сезон четвертою в рейтингу WTA та перемогла в номінації «гравець місяця» (жовтень) за підсумками голосування на офіційному сайті жіночої тенісної асоціації.

### 2019: два півфінали на турнірах Великого слему

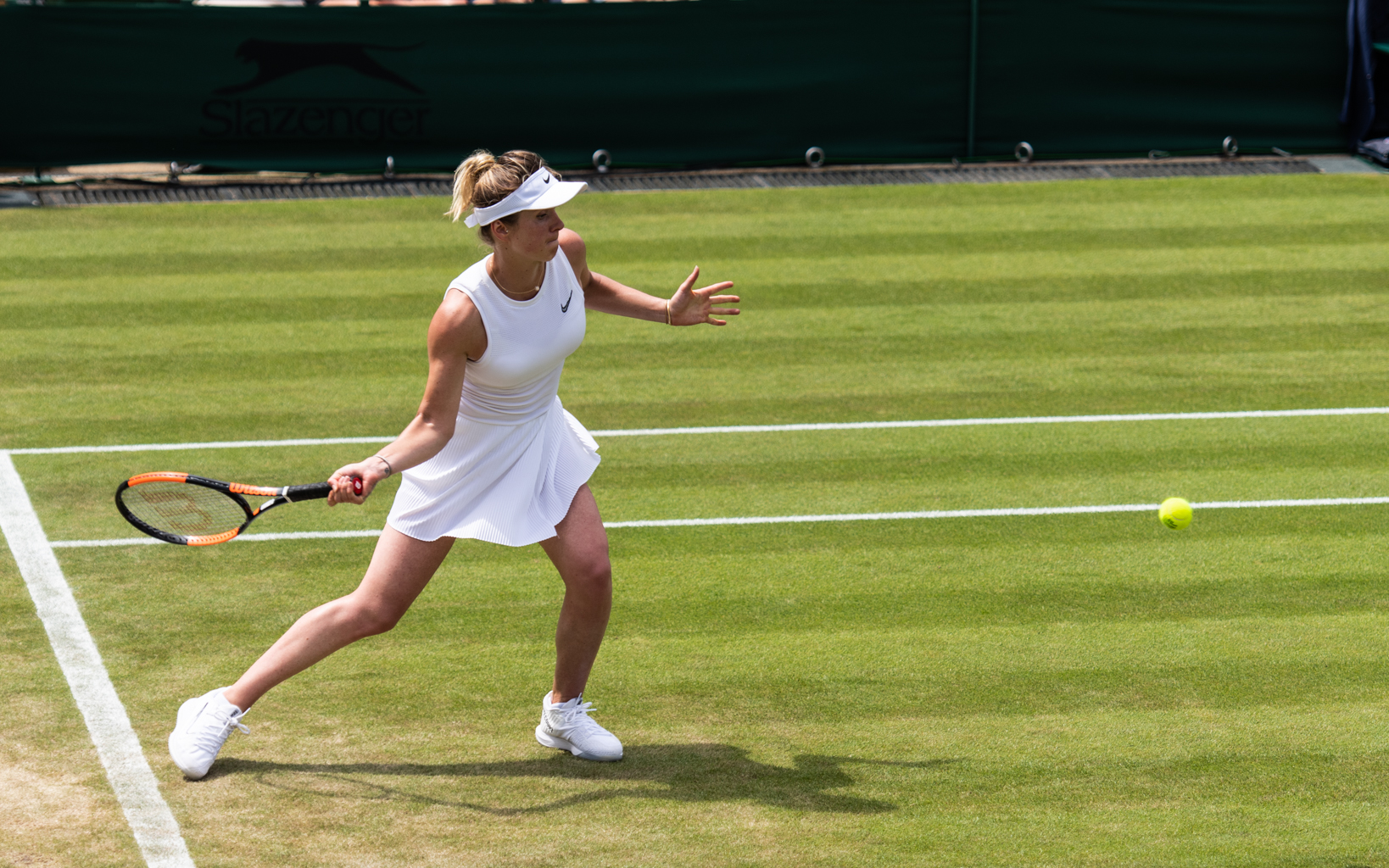
Еліна Світоліна на Вімблдоні 2019 року, де пройшла у півфінал

2019 рік Еліна Світоліна розпочала з невдалого захисту титулу на турнірі в Брисбені, де українка вже у першому раунді програла торішній фіналістці, Олександрі Саснович із Білорусі (4:6, 6:0, 3:6).
На Відкритому чемпіонаті Австралії у січні, де українка була сіяна шостою, вона вдруге поспіль дісталася чвертьфіналу цього турніру, здолавши у своїй сітці Вікторію Голубич, Вікторію Кужмову, Чжан Шуай та 17-му сіяну тенісистку, американку Медісон Кіз. На жаль, у чвертьфінальному матчі проти 4-ї ракетки світу та майбутнього тріумфатора змагання, японки Наомі Осаки, Світоліній завадила травма шиї та плеча, через що українка програла поєдинок (4:6, 1:6). Згодом Еліна досягла півфіналів турнірів у Досі, Катар, де програла 3-й ракетці світу, румунці Сімоні Халеп, та втратила титул чинної дворазової чемпіонки на змаганнях у Дубаї у матчі проти майбутнього переможця, швейцарки Белінди Бенчич.
Еліна Світоліна досягла третього поспіль півфіналу 2019 року на турнірі в Індіан-Веллс, де за підсумками трьох сетів віддала перемогу 18-річній канадці Б'янці Андреєску, яка наприкінці стала також і чемпіонкою турніру. Наступного тижня Світоліна несподівано вилетіла з Miami Open у своєму ж першому матчі проти китаянки Ван Яфань. Українка опісля визнала, що протягом декількох тижнів страждала від болю в колінах та оголосила про коротку кар'єрну паузу з метою лікування.
Сезон на глині для Еліни Світоліної розпочався з поразок у матчах відкриттях на Madrid Open та Italian Open, де в останньому українка виступала також і як дворазова чинна чемпіонка. На Відкритому чемпіонаті Франції Світоліна, здолавши Вінус Уільямс та Катерину Козлову, дісталася третього раунду, де вилетіла від чемпіонки 2016 року, іспанки Гарбінє Мугуруси (3:6, 3:6).
У липні 2019 року Світоліна вперше у своїй кар'єрі вийшла до чвертьфіналу Вімблдону, а згодом і до півфіналу турніру, встановивши тим сам національний рекорд серед жінок в одиночному розряді на турнірах «Гран слему» та рекорд серед дорослих тенісистів будь-якої статі для Вімблдону.

### 2020: два титули WTA
Протягом року перемогла в двох турнірах WTA — Monterrey Open у березні та Internationaux de Strasbourg у вересні.
У жовтні пройшла у чвертьфінал Відкритого чемпіонату Франції.
Більшу частину року провела на 5-й позиції рейтингу WTA і закінчила рік на ній.

### 2021: бронзова медаль на Олімпійських іграх

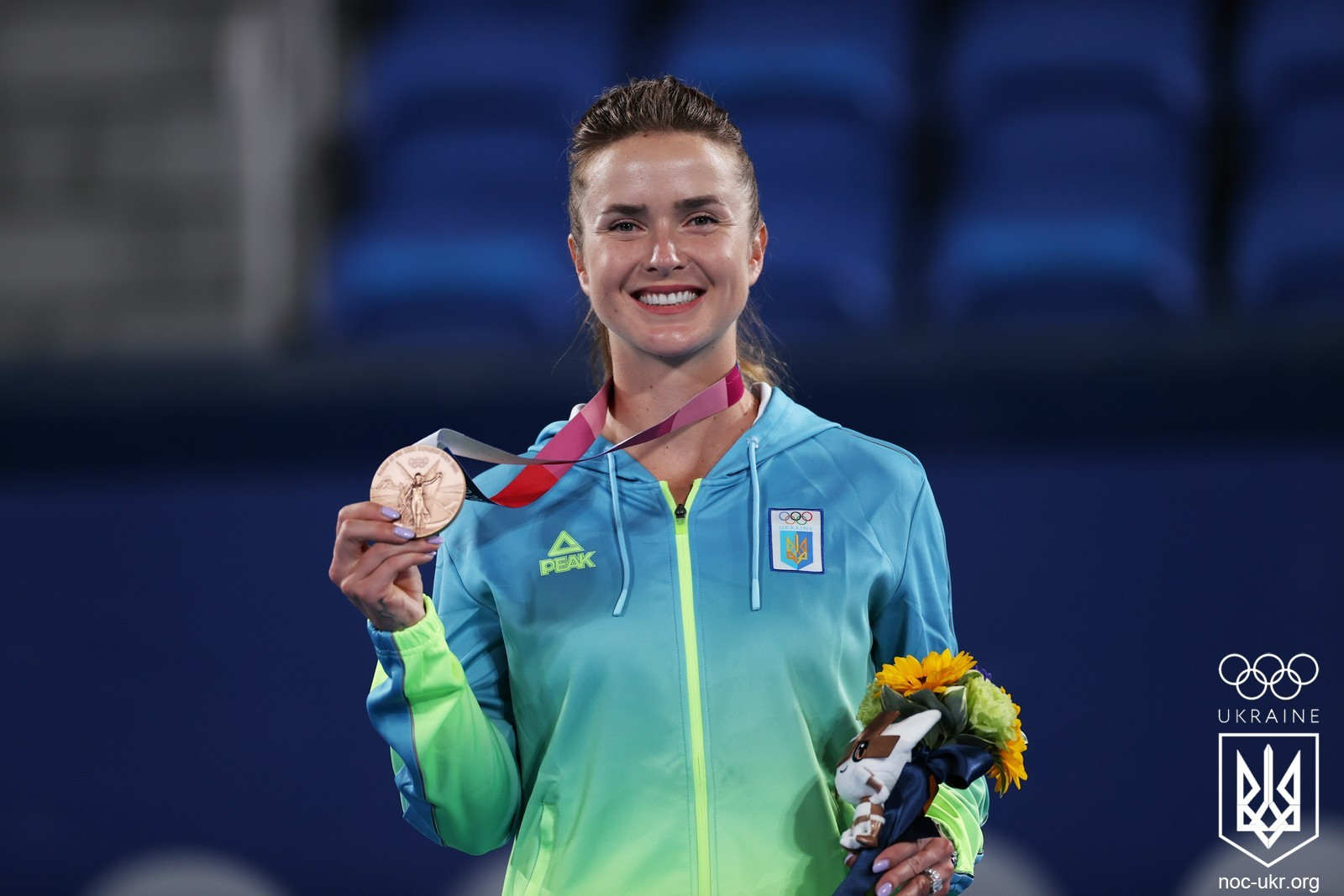
Еліна Світоліна з медаллю на Олімпійських іграх (2021)

5 лютого 2021 року Світоліна зазнала поразки у чвертьфіналі турніру в Мельбурні (Австралія). Призовий фонд турніру перевищує $ 440 тис. Світоліна поступилася бельгійці Елісе Мертенс. Матч закінчився з рахунком 3:6, 7:5, 6:10.
2 квітня 2021 року Світоліна, після того як вийшла у півфінал турніру WTA-1000, вийшла на корт із першою ракеткою світу — Ешлі Барті, але зазнала поразки.
У червні 2021 року Світоліну було кваліфіковано для участі в Олімпійських іграх у складі національної команди України з тенісу. Разом із нею в команду було включено Даяну Ястремську, Надію Кіченок, Людмилу Кіченок, Марту Костюк.
На Олімпійських іграх у Токіо завоювала бронзову медаль, перемігши тенісистку з Казахстану Олену Рибакіну з рахунком 1:6, 7:6, 6:4.
Після Олімпійських ігор взяла участь у турнірі серії WTA-1000 у Цинциннаті, де в другому колі поступилася Анджелік Кербер. Після цього отримала вайлд-кард для участі в турніру у Чикаго (серія WTA-250). 28 серпня у фінальному матчі Світоліна перемогла француженку Алізе Корне з рахунком 7:5, 6:4.

### 2022: перерва в кар'єрі у зв'язку з вагітністю
4 січня Світоліна програла в першому колі Adelaide International 130-й ракетці світу Анастасії Гасановій.
10 січня, у першому колі турніру що знову відбувся у Аделаїді, поступилася у двох сетах американці Медісон Кіз (2:6, 4:6).
17 січня Світоліна здобула перемогу на старті Australian Open у французької тенісистки Фіони Ферро.
У сезоні 2022 року відіграла тільки першу чверть, на хардовому покритті, включаючи Indian Wells Open і Miami Open у березні, але не досягла суттєвих результатів. Після Miami Open призупинила кар'єру через вагітність, у жовтні народила доньку.

### 2023: повернення, чвертьфінал Ролан Гаррос, півфінал Вімблдону
Повернулася до змагань пропустивши рівно один рік, розпочала повернення з початком турнірів на ґрунтовому покритті, з Charleston Open на початку квітня.
27 травня Еліна Світоліна виграла турнір WTA250 в Страсбурзі, у фіналі впевнено обіграла росіянку Анну Блинкову в двох сетах — 6:2, 6:3.
На початку червня пройшла в чвертьфінал French Open.
9 липня Еліна Світоліна виграла 3-сетовий трилер проти Вікторії Азарєнка та вийшла у чвертьфінал Вімблдону-2023. Гра Світоліна — Азарєнка в четвертому раунді Вімблдону тривала майже три години. Першу перемогу, з шести очних матчів, Еліна вирвала на тайбрейку у вирішальній партії 2-6, 6-4, 7-6(11-9).
11 липня Світоліна переграла першу ракетку світу Ігу Швьонтек та вийшла в 1/2 фіналу Вімблдону. Так, українська тенісистка перемогла польську у трьох сетах — 7:5, 6:7(5:7), 6:2
12 липня відбувся півфінальний матч Вімблдону-2023 між Еліною Світоліною (Україна, WTA 76) та Маркетою Вондроушовою (Чехія, WTA 42). Гра завершилася з рахунком 6:3, 6:3 на користь представниці Чехії.
На Відкритому чемпіонаті США Еліна дійшла до третього раунду, де поступилася третій ракетці світу Джессіці Пегулі в трьох сетах 4:6, 6:4, 2:6.

### 2024 рік

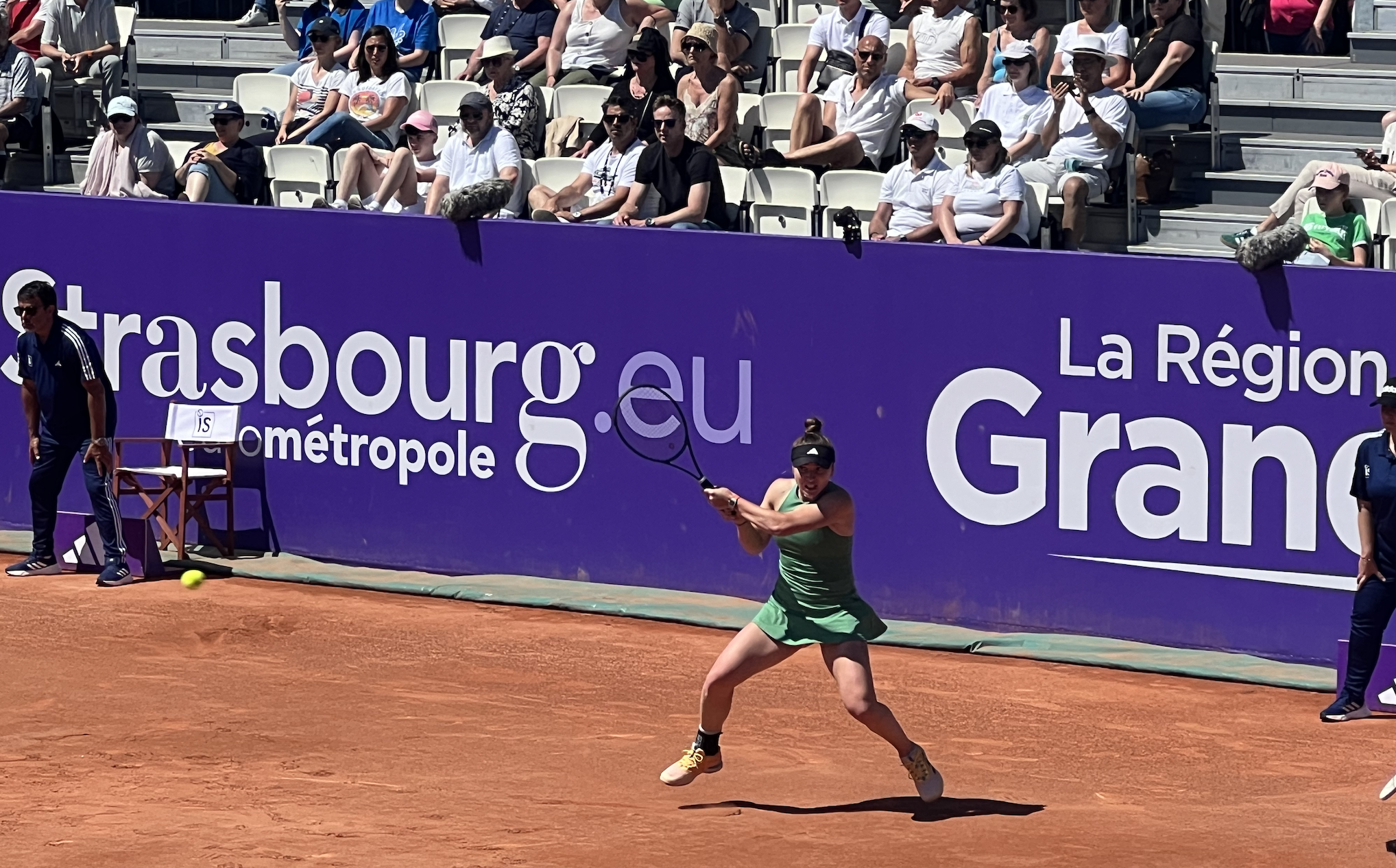
Світоліна на турнірі в Страсбурзі 2024 рік

Розпочала сезон з турніру Auckland Classic в Новій Зеландії, де в першому турі 2 січня виграла у колишньої першої ракетки Каролін Возняцкі і в другому турі 4 січня обіграла чемпіонку US Open 2021 Емму Радукану.. В 1/4 фіналу вона обіграла Маріє Боузкова, в 1/2 фіналу Ван Сіньюй. В фіналі 07 січня в напруженій боротьбі програла Корі Гофф (на цей день WTA 3) 7:6, 3:6, 3:6.
8 липня в четвертому раунді трав'яного мейджора українка впевнено обіграла китаянку Ван Сіньюй (№ 42 WTA). Матч тривав 56 хвилин і завершився з рахунком 6:2, 6:1 на користь Еліни. Таким чином Еліна вийшла в 1/4 фіналу Wimbledon 2024 року.. 19 липня 2024 року Світоліна оголосила, припинила співпрацю зі тренером Рамоном Слюйтером
Вона достроково завершила сезон наприкінці вересня після того, як відмовилася від участі в China Open через операцію.

### 2025 рік
Світоліна повернулася в тур на Відкритий чемпіонат Австралії з тенісу у січні де дійшла до чвертьфіналу. Обігравши румунку Сорану Кирстю Перемігши у другому раунді Керолайн Долегайд, Світоліна стала першим українським гравцем у відкритій ері, який здобув 100 перемог в основній сітці турнірів Великого шолому. Пізніше здобула перемоги над четвертою світу Жасмін Паоліні та нейтральною Веронікою Кудерметовою поступившись в трьох сетах Медісон Кіз..
На турнірах Qatar Ladies Open та Dubai Tennis Championships дійшла до третього кола поступившись Джессіці Пегулі та Кларі Таусон На Indian Wells Open дійшла до свого першого чвертьфіналу з 2021 року перегравши Ешлін Крюгер, Даніель Коллінз та четверту ракетку світу Джессіку Пегулу чвертьфіналі поступилась нейтральній Міррі Андрєєвій. На Miami Open дійшла до четвертого кола здобувши перемоги над Беліндою Бенчич та Кароліною Муховою.
У рамках протистояннь України з Польщею та Швейцарію на Кубку Біллі Джин Кінг перемогла польку Маю Хвалінську та щвейцарку Джил Тайхманн. Чим вивела жіночу збірну України з тенісу вперше в історії вийшла в фінал найбільшого міжнародного турніру для національних команд – Кубка Біллі Джин Кінг.
На турнірі WTA 250 в Руані Світоліна здобула перемоги над Джил Тайхманн, Ангеліною Калініною, Джессікою Бузас Манейро, Еленою-Гарбієлою Русе у фіналі виграла у Ольги Данилович з рахунком 6–4, 7–6^(10–8), та виграла 18-й титул WTA у кар’єрі .
В Мадриді дійшла до півфіналу перегравши: Соней Картал, Олену Рибакіну, Марію Саккарі та Моюку Учіджіму поступившись першій ракетці світу Аріні Соболенко
В Римі дійшла до чвертьфінал де поступилась Пейтон Стернс.
На Відкритому чемпіонаті Франції здолала: Зейнеп Сьонмез, Анна Бондар, Бернарду Перу з рахунком 7:6(5), 7:6(5) в 1/16 і вийшла в 1/8 фіналу Ролан Гаррос-2025. в четвертому раунді обіграла 4 ракетку світу Жасмін Паоліні з Італії з рахунком 4:6, 7:6(6), 6:1 та вийшла в чвертьфінал де поступилась з рахунком 1–6, 5–7 Ізі Свьонтек

## Стиль гри

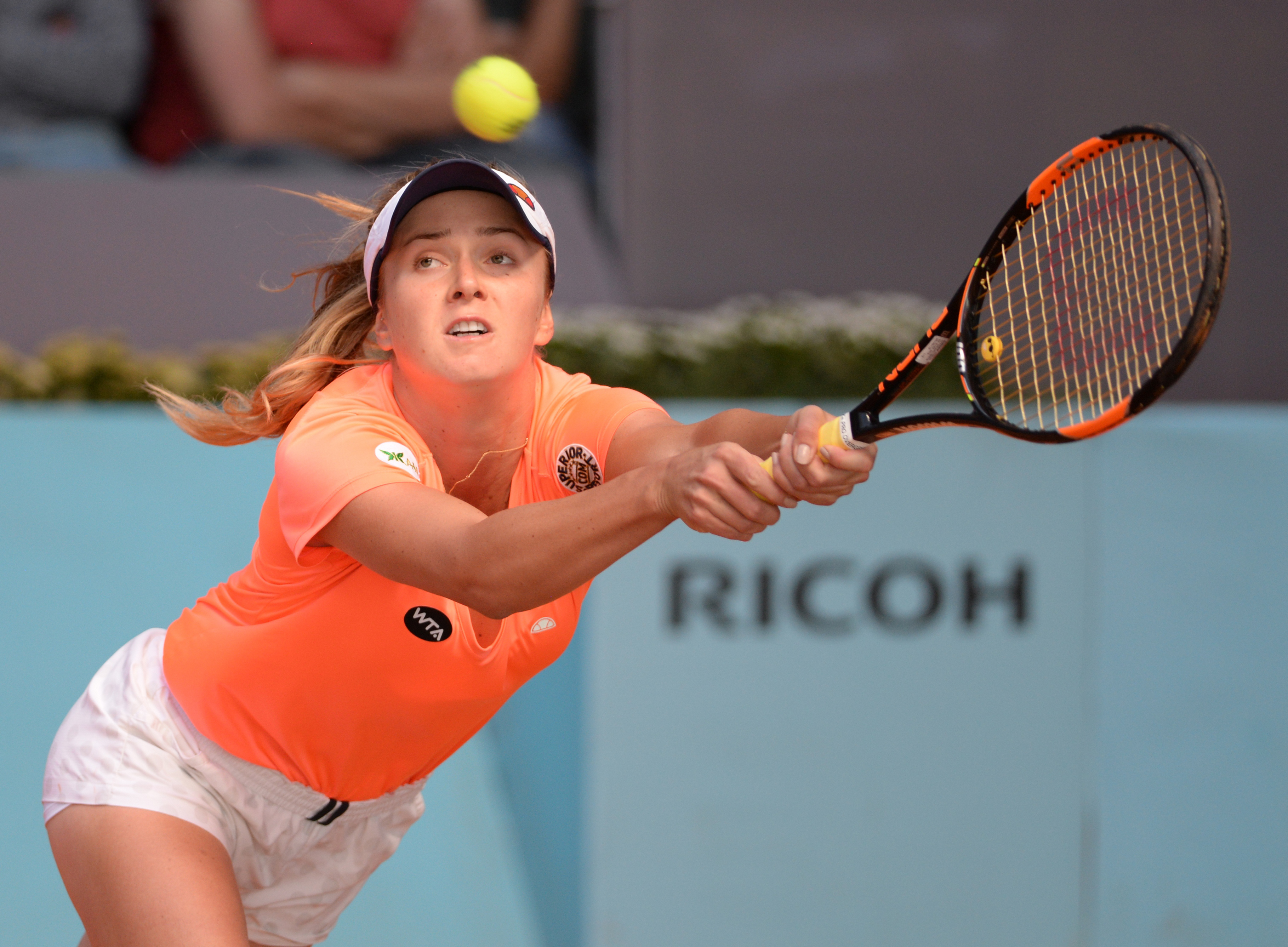
На Mutua Madrid Open 2015

Світоліна — агресивний гравець задньої лінії. Однією з головних переваг є велика рухливість, що дає їй змогу добре грати в захисті. Має сильний і точний удар на бігу. Їй не вистачає потужності, однак удари з обох сторін зазвичай дуже глибокі — під задню лінію супротивниці. Недоліком її гри була слабка подача, особливо друга, проте в сезоні 2017 року вона значно покращила цей елемент гри. На сітці грає відносно мало і менш результативно, ніж на задній лінії, але з 2018 року гра з льоту значно покращилася. Завдяки великій швидкості пересування, укорочені підсічки проти неї зазвичай не працюють, Еліна здатна брати такі м'ячі. Сама Світоліна теж вміє використовувати укорочені удари, хоча робить це нечасто.

## Тренери, спонсори і спорядження
У юності Еліна навчалася в академії колишньої першої ракетки світу, переможниці семи фіналів Гранд Слем та олімпійської чемпіонки Жустін Енен. В академії Світоліна познайомилося з Ієном Х'юзом, який пізніше, 2014 року, став її тренером. Він помітив, що за своєю зарядженістю і змагальністю Еліна дуже схожа на Енді Маррея. Вона є дуже емоційною на корті та спокійною поза грою. Спільно вони взяли в Маррея багато тренувальних та ігрових елементів. На початку 2016 року, за пів року до початку Олімпіади в Ріо-де-Жанейро, Жустін Енен особисто стала головним тренером Світоліної, додатково працюючи над технікою та психологією Еліни.
Наприкінці 2016 року Світоліна, попри успішний сезон, змінила тренерську команду. У першій половині 2017 року тренером її був іспанець Габріель Урпі, а роль консультанта виконував француз Тьєррі Асьйон, однак уже в травні Еліна припинила співпрацю з Урпі, а Асьйон став головним тренером. Роль тренувального партнера з січня виконує англієць Ендрю Беттлс. Його ж вона викликає для консультації в перервах між геймами (на турнірах WTA, але не Великого шлема, тренерські консультації дозволено). Роль фізіо у команді Світоліної виконує італієць Алессіо Чеккареллі.
Після US open 2018 закінчила співпрацю з Тьєррі Асьйоном, до тренерського штабу приєднався Нік Савіано. Проте вже в жовтні Світоліна тимчасово зупинила співпрацю і з ним, до кінця сезону 2018 року як тренер залишився лише тренувальний партнер Ендрю Беттлс, пошуки нового головного тренера відклали на міжсезоння.
Світоліна грає ракеткою Wilson. Її спонсором є фірма Adidas, раніше спонсорами були Ellesse, Lacoste та Nike.

## Державні нагороди та звання

### Нагороди
- Орден княгині Ольги III ст. (16 серпня 2021) — За досягнення високих спортивних результатів на ХХХІІ літніх Олімпійських іграх у місті Токіо (Японія), виявлені самовідданість та волю до перемоги, утвердження міжнародного авторитету України[163].
- Орден «За заслуги» II ст. (21 серпня 2020) — За значний особистий внесок у державне будівництво, соціально-економічний, науково-технічний, культурно-освітній розвиток України, вагомі трудові здобутки та високий професіоналізм[164].
- Орден «За заслуги» III ст. (28 червня 2017) — За значний особистий внесок у державне будівництво, соціально-економічний, науково-технічний, культурно-освітній розвиток України, вагомі трудові здобутки та високий професіоналізм[165].

### Визнання
- Указом уряду України від 2 листопада 2018 року Еліна Світоліна отримала звання заслужений майстер спорту України[166].

## Рекорди
У січні 2017 року піднялася на 13-ту сходинку в рейтингу WTA — вперше в історії українського тенісу. Після перемоги у травні в Римі стала шостою ракеткою світу. У серпні 2017 року Еліна Світоліна повторила досягнення Андрія Медведєва серед українських тенісистів та оновила рекорд для жінок — посіла четверте місце у світовому рейтингу, а вже у вересні перевищила досягнення всіх українських тенісистів, зайнявши третє місце рейтингу WTA. У 2019 році вперше у своїй кар'єрі вийшла до чвертьфіналу Вімблдону, оновивши національний рекорд.

## Особисте життя
В 2021 році Еліна вийшла заміж за французького тенісиста Гаеля Монфіса. Через рік, в жовтні 2022 року в пари народилася донька, яку батьки назвали незвичним ім'ям Скай. Наразі вся їх родина мешкає у Франції, проте зірка тенісу часто приїжджає в гості в Україну.

## Цікаві факти
- За даними американського журналу «Форбс», Світоліна посіла 9 місце серед спортсменок, які заробили більше за всіх у період з 1 червня 2018 по 1 червня 2019 року, з сумою в $6,1 млн (реклама — 1,5 млн)[174].
- За підсумками 2019 року Світоліна потрапила в найкращі 5 за заробленими призовим, отримавши понад $6 млн[175].
- У березні 2019 року Еліна оголосила про початок роботи свого фонду — Elina Svitolina Foundation[176].
- Станом на лютий 2021 року із сумою в 20,1 млн доларів посіла 19 місце у рейтингу тенісисток, які під час кар'єри заробили найбільшу кількість призових[177].
- 7 червня 2022 року Еліна Світоліна стала амбасадором UNITED24.[178][179] У рамках Всесвітнього економічного форуму українська тенісистка Еліна Світоліна та футболіст Андрій Шевченко презентували програму Ukraine House, яка визнала залучити кошти ззовні, щоб відбудувати зруйновані РФ дороги, мости, об'єкти критичної інфраструктури та будинки.[180]
- Підтримує добровольчий підрозділ «Хартія».[181][182]

## Виступи і загальна статистика в одиночному розряді

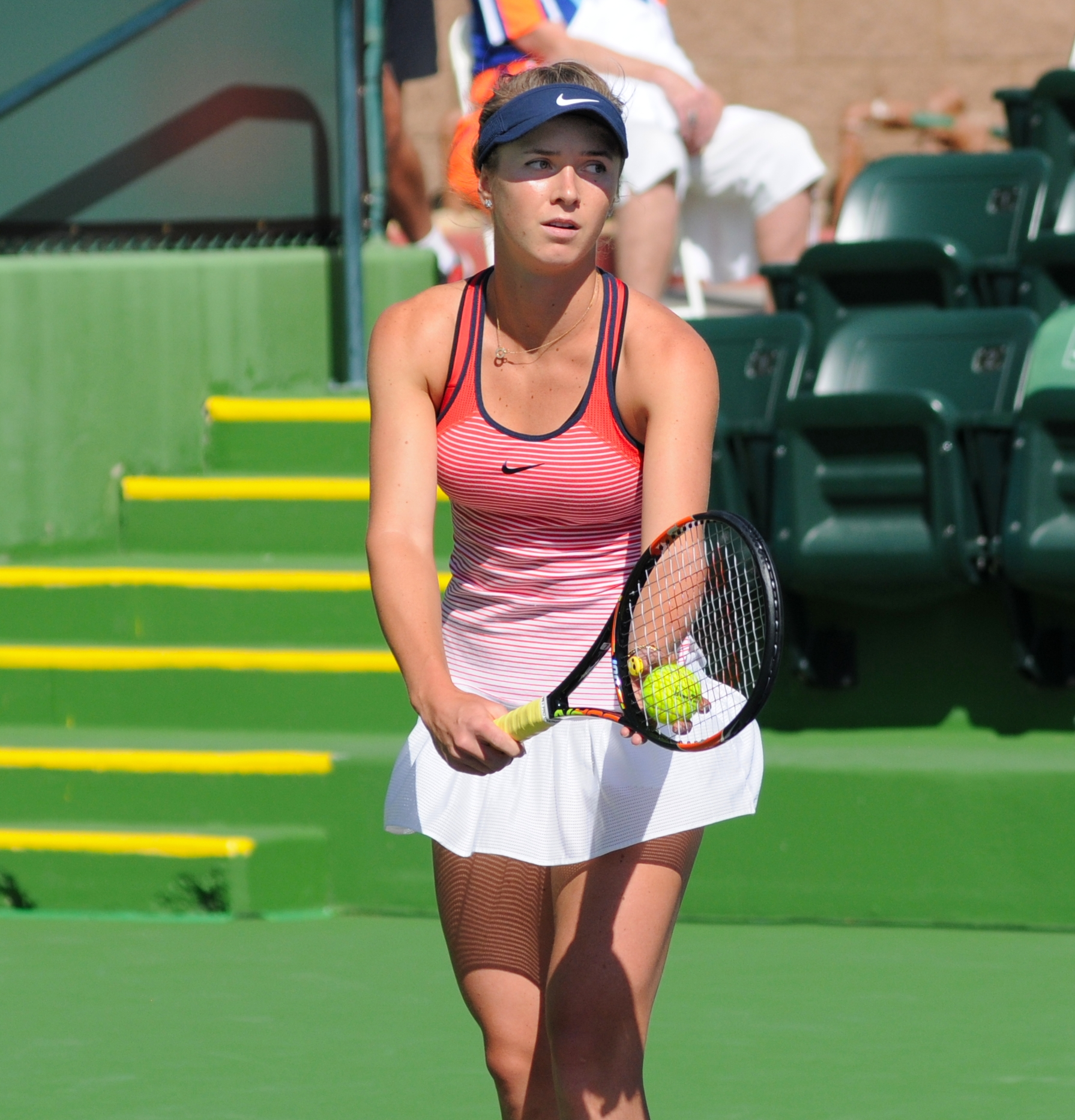
На Мастерс Індіан-Веллс 2015

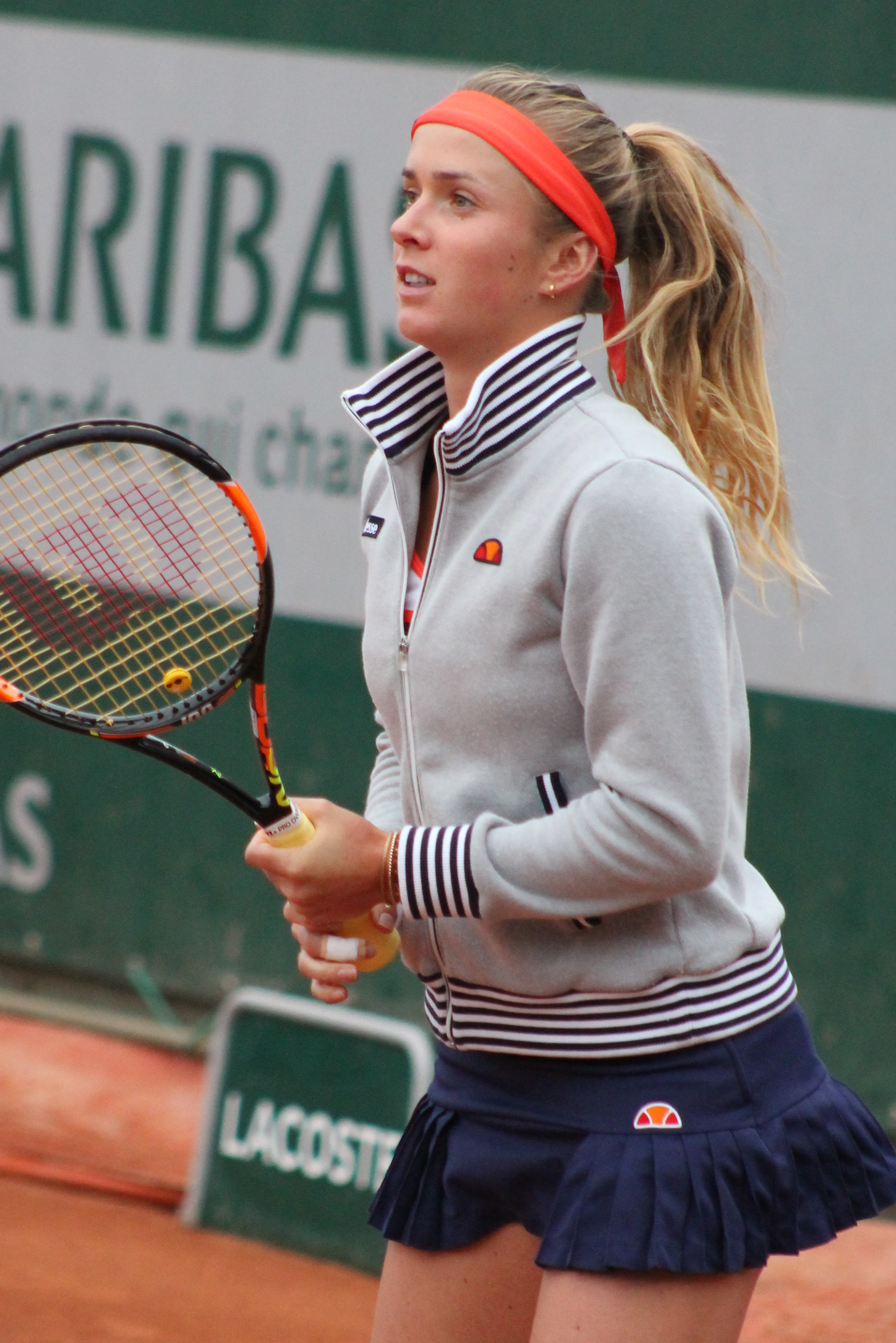
На Ролан Гаррос 2015

| Турнір                     | 2011 | 2012 | 2013  | 2014  | 2015  | 2016  | 2017  | 2018  | 2019  | 2020 | 2021  | 2022 | 2023 | 2024  | 2025 | СП      | В–П     |         |
| -------------------------- | ---- | ---- | ----- | ----- | ----- | ----- | ----- | ----- | ----- | ---- | ----- | ---- | ---- | ----- | ---- | ------- | ------- | ------- |
| Турніри Великого слему     |      |      |       |       |       |       |       |       |       |      |       |      |      |       |      |         |         |         |
| Australian Open            | Н    | Н    | 1Р    | 3Р    | 3Р    | 2Р    | 3Р    | ЧФ    | ЧФ    | 3Р   | 4Р    | 3Р   | Н    | 4Р    | ЧФ   | 0–12    | 29–12   |         |
| French Open                | К1Р  | К2Р  | 2Р    | 2Р    | ЧФ    | 4Р    | ЧФ    | 3Р    | 3Р    | ЧФ   | 3Р    | Н    | ЧФ   | 4Р    | ЧФ   | 0–12    | 33–12   |         |
| Wimbledon                  | Н    | К1Р  | 1Р    | 1Р    | 2Р    | 2Р    | 4Р    | 1Р    | ПФ    | ТН   | 2Р    | Н    | ПФ   | ЧФ    |      | 0–10    | 20–10   |         |
| US Open                    | Н    | 1Р   | 2Р    | 1Р    | 3Р    | 3Р    | 4Р    | 4Р    | ПФ    | Н    | ЧФ    | Н    | 3Р   | 3Р    |      | 0–11    | 24–11   |         |
| В–П                        |      | 0–1  | 2–4   | 3–4   | 9–4   | 7–4   | 12–4  | 9–4   | 15–4  | 6–2  | 10–4  | 2–1  | 11–3 | 12–4  | 8–2  | 0–44    | 106–45  |         |
| Національне представництво |      |      |       |       |       |       |       |       |       |      |       |      |      |       |      |         |         |         |
| Олімпійські ігри           | ТН   | Н    | ТН    | ТН    | ТН    | ЧФ    | ТН    | ТН    | ТН    | ТН   | ПФ-Б  | ТН   | ТН   | 3Р    | ТН   | 0 / 2   | 8–2     |         |
| Турніри кінця року         |      |      |       |       |       |       |       |       |       |      |       |      |      |       |      |         |         |         |
| Чемпіонат WTA              | Н    | Н    | Н     | Н     | Н     | Н     | ГР    | Ч     | Ф     | ТН   | Н     | Н    | Н    | Н     |      | 1 / 3   | 10–3    |         |
| WTA Elite Trophy           | Н    | Н    | ГР    | Н     | ПФ    | Ф     | Н     | Н     | Н     | ТН   | ТН    | ТН   | Н    | ТН    | ТН   | 0 / 3   | 5–4     |         |
| Турніри WTA 1000           |      |      |       |       |       |       |       |       |       |      |       |      |      |       |      |         |         |         |
| Qatar Open                 | Н    | Н    | 1Р    | ТН    | 1Р    | ТН    | 1Р    | 3Р    | ТН    | 2Р   | ТН    | 2Р   | А    | А     | 2Р   | 0–5     | 1–5     |         |
| Dubai Open                 | А    | ТН   | ТН    | ТН    | 2Р    | ТН    | Ч     | ТН    | ПФ    | ТН   | 2Р    | ТН   | Н    | 2Р    | 2Р   | 1–5     | 11–4    |         |
| Indian Wells Open          | Н    | Н    | 1Р    | 2Р    | 4Р    | 3Р    | 4Р    | 3Р    | ПФ    | ТН   | 4Р    | 2Р   | Н    | 3Р    | ЧФ   | 0 / 10  | 14–10   |         |
| Miami Open                 | Н    | Н    | К2р   | 4Р    | 3Р    | 4Р    | 2Р    | ЧФ    | 2Р    | ТН   | ПФ    | 2Р   | Н    | 2Р    | 4Р   | 0 / 9   | 14–9    |         |
| Madrid Open                | Н    | Н    | Н     | 1Р    | 2Р    | 2Р    | 1Р    | 2Р    | 1Р    | ТН   | 1Р    | Н    | 1Р   | 2Р    | ПФ   | 0 / 10  | 8–10    |         |
| Italian Open               | Н    | Н    | Н     | 1Р    | 2Р    | 1Р    | Ч     | Ч     | 2Р    | ЧФ   | ЧФ    | Н    | 1Р   | 4Р    | ЧФ   | 2/11    | 20–9    |         |
| Canadian Open              | Н    | Н    | Н     | Н     | 1Р    | 3Р    | Ч     | ПФ    | ЧФ    | ТН   | 2Р    | Н    | 1Р   | 2Р    |      | 1/8     | 13-7    |         |
| Cincinnati Open            | Н    | Н    | Н     | ЧФ    | ПФ    | 2Р    | 3Р    | ЧФ    | 3Р    | Н    | 2Р    | Н    | Н    | 3Р    |      | 0 / 8   | 11–8    |         |
| China Open                 | Н    | Н    | 1Р    | 2Р    | 2Р    | ПФ    | ЧФ    | 1Р    | ЧФ    | ТН   | ТН    | ТН   | А    | А     |      | 0 / 7   | 11–7    |         |
| Wuhan Open                 | Н    | Н    | 1Р    | ПФ    | 3Р    | 2Р    | Н     | 2Р    | ЧФ    | ТН   | ТН    | ТН   | ТН   | А     |      | 0/6     | 10/6    |         |
| Загальна статистика        |      |      |       |       |       |       |       |       |       |      |       |      |      |       |      |         |         |         |
| Зіграно турнірів           | 0    | 3    | 19    | 25    | 25    | 23    | 19    | 19    | 22    | 10   | 21    | 8    | 7    | 18    |      | 218     | 218     | 218     |
| Титули WTA                 | 0    | 0    | 1     | 1     | 1     | 1     | 5     | 4     | 0     | 2    | 1     | 0    | 1    | 0     |      | 17      | 17      |         |
| Фінали WTA                 | 0    | 0    | 1     | 1     | 1     | 3     | 5     | 4     | 1     | 2    | 1     | 0    | 1    | 1     |      | 21      | 21      |         |
| В-П на твердій поверхні    | 0–0  | 0–3  | 9–12  | 26–15 | 25–18 | 36–16 | 34–9  | 33–10 | 33–16 | 9–6  | 31–13 | 5–8  | 4–3  | 16–9  | 4-1  | 238–123 | 238–123 |         |
| В-П на ґрунті              | 0–0  | 0–2  | 4–6   | 7–7   | 14–4  | 4–4   | 15–3  | 9–3   | 1–3   | 10–2 | 8–4   | 0–0  | 8–4  | 10–6  |      | 72–38   | 72–38   |         |
| В-П на траві               | 0–0  | 0–0  | 0–2   | 2–2   | 1–2   | 1–2   | 4–2   | 2–2   | 5–3   | 0–0  | 2–3   | 0-0  | 5–2  | 4–2   |      | 17–18   | 17–18   |         |
| Загальне В-П               | 0–0  | 0–5  | 13–20 | 35–24 | 40–24 | 41–22 | 53–14 | 44–15 | 39–22 | 19–8 | 41–20 | 5–8  | 17–9 | 30–17 | 18–6 | 374–208 | 374–208 | 374–208 |
| Відсоток перемог           | 0 %  | 0 %  | 39 %  | 59 %  | 63 %  | 65 %  | 79 %  | 75 %  | 64 %  | 70 % | 67 %  | 40 % | 65 % | 64 %  | 75 % | 65 %    | 65 %    |         |
| Рейтинг WTA в кінці року   | 269  | 156  | 40    | 29    | 19    | 14    | 6     | 4     | 6     | 5    | 15    | 236  | 25   | 23    |      |         |         |         |

Наведена нижче таблиця допомагає розшифрувати умовні позначення в таблиці виступів тенісиста.
| Умовні позначення виступів | Умовні позначення виступів                | Умовні позначення виступів | Умовні позначення виступів |
| -------------------------- | ----------------------------------------- | -------------------------- | -------------------------- |
| В/У                        | Відношення виграшів до участі на турнірах | В-П                        | Виграш-Поразка             |
| ТН                         | Турнір не проводився                      | Н                          | Тенісист не брав участі    |
| КР                         | програв у кваліфікаційному турнірі        | #Р                         | попередні раунди турніру   |
| ЧФ                         | тенісист досяг чвертьфіналу               | ПФ                         | тенісист досяг півфіналу   |
| Ф                          | тенісист програв у фіналі                 | Ч                          | Чемпіон турніру            |

## Історія виступів у турнірах Великого шлему: парний розряд
| Турнир          | 2013 | 2014 | 2015 | 2016 | 2017 | 2018 | 2019 | 2020 | В–П  |
| --------------- | ---- | ---- | ---- | ---- | ---- | ---- | ---- | ---- | ---- |
| Australian Open | A    | 1Р   | A    | 1Р   | A    | A    | A    | A    | 0–2  |
| French Open     | A    | 2Р   | A    | 1Р   | A    | A    | A    |      | 1–2  |
| Wimbledon       | A    | 1Р   | A    | 2Р   | A    | A    | A    |      | 1–2  |
| US Open         | 1Р   | 2Р   | A    | 1Р   | A    | 1Р   | A    |      | 1–4  |
| Виг–Пор         | 0–1  | 2–4  | 0–0  | 1–4  | 0–0  | 0–1  | 0–0  | 0–0  | 3–10 |